# Quime
Quime – miasto w Boliwii, w departamencie La Paz, w prowincji Inquisivi.